# Julius Springer
Julius Springer   (Berlín, 10 de maig de 1817 - Berlín, 17 d'abril de 1877) fou un editor alemany que va fundar l'editorial acadèmica Springer Science+Business Media (anteriorment coneguda com a Springer-Verlag).

## Springer-Verlag
El 1842, Springer va fundar una llibreria de venda al detall a Berlín a l'adreça Breite Strasse 20 (actualment núm. 11). Springer i el seu fill Ferdinand van construir a partir d'aquella petita empresa de 4 empleats la segona editorial acadèmica més gran del món. El negoci de llibre d'Springer va esdevenir posteriorment Springer-Verlag i més endavant Springer Science+Business Media que és un del més grans i més prominents editors acadèmics del món actualment.

## Vida
Springer fou de 1867 a 1873 president de l'Associació de llibreters i editors d'Alemanya. De 1869 fins a la seva mort, fou membre membre de l'assemblea de la ciutat de Berlín. A més a més, fou un dels pioners de la legislació nacional i internacional de copyright.
Julius Springer no té relació amb l'editor del segle XX Axel Springer.

## Placa

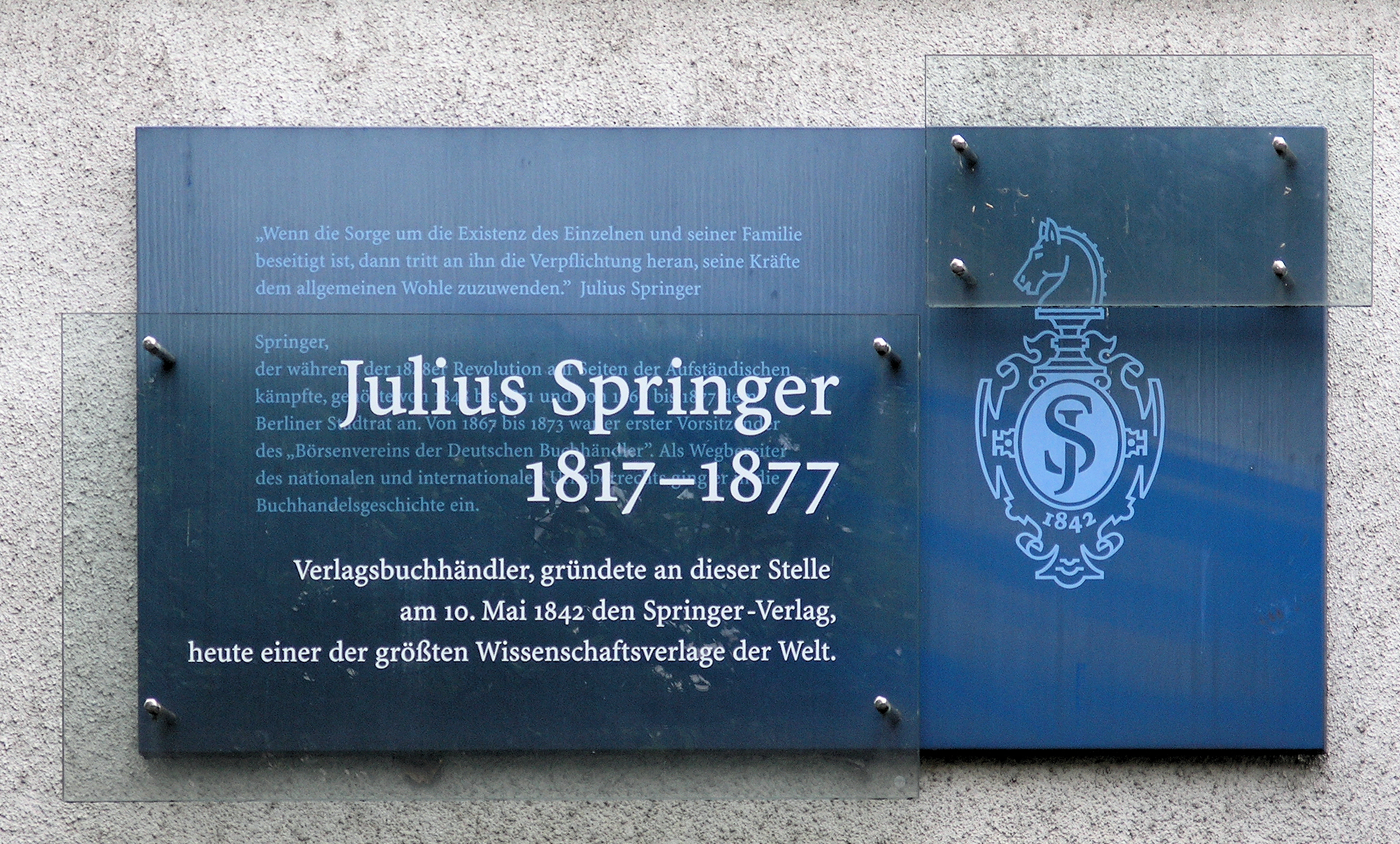
Placa a Breite Straße 11 a Berlin-Mitte

El text de la placa a Breite Straße 11 de Berlin-Mitte diu:
 Julius Springer
 1817 - 1877
 Verlagsbuchhändler, gründete an dieser Stelle
 am 10. Mai 1842 den Springer Verlag,
 heute einer der größten Wissenschaftsverlage der Welt.
(Julius Springer, 1817–1877, editor, va fundar aquí el 10 de maig de 1842 Springer-Verlag, avui un de les cases editorials científiques més grans del món.)